# Zgromadzenie Legislacyjne Manitoby
Zgromadzenie legislacyjne Manitoby – inaczej Parlament Manitoby Legislative Assembly of Manitoba składa się współcześnie z 57 deputowanych Members of Legislative Assembly, w skrócie MLA. Deputowani wybierani są w 57 jednomandatowych okręgach.
| Kadencja | Data wyborów         | Reprezentowane partie polityczne                                                                        | Liczba deputowanych (MLA) |
| -------- | -------------------- | --- | ------------------------- |
| 1        | 27 grudnia 1870      | |                           |
| 2        | 30 grudnia 1874      | |                           |
| 3        | 18 grudnia 1878      | |                           |
| 4        | 16 grudnia 1879      | |                           |
| 5        | 23 stycznia 1883     | |                           |
| 6        | 9 grudnia 1886       | |                           |
| 7        | 11 czerwca 1888      | |                           |
| 8        | 23 czerwca 1892      | |                           |
| 9        | 15 stycznia 1896     | |                           |
| 10       | 7 grudnia 1899       | |                           |
| 11       | 20 czerwca 1903      | |                           |
| 12       | 7 marca 1907         | |                           |
| 13       | 11 lipca 1910        | |                           |
| 14       | 10 lipca 1914        | |                           |
| 15       | 6 sierpnia 1915      | |                           |
| 16       | 29 czerwca 1920      | |                           |
| 17       | 18 lipca 1922        | |                           |
| 18       | 28 czerwca 1927      | |                           |
| 19       | 16 czerwca 1932      | |                           |
| 20       | 27 czerwca 1936      | |                           |
| 21       | 22 kwietnia 1941     | |                           |
| 22       | 15 października 1945 | |                           |
| 23       | 10 listopada 1949    | |                           |
| 24       | 8 lipca 1953         | |                           |
| 25       | 16 czerwca 1958      | |                           |
| 26       | 14 maja 1959         | |                           |
| 27       | 14 grudnia 1962      | |                           |
| 28       | 23 czerwca 1966      | |                           |
| 29       | 25 czerwca 1969      | |                           |
| 30       | 28 czerwca 1973      | |                           |
| 31       | 11 października 1977 | |                           |
| 32       | 17 listopada 1981    | |                           |
| 33       | 18 marca 1986        | Nowa Demokratyczna Partia Kanady – 30 Konserwatywna Partia Manitoby – 26 Liberalna Partia Manitoby – 1  | 57                        |
| 34       | 26 kwietnia 1988     | Konserwatywna Partia Manitoby – 25 Liberalna Partia Manitoby – 20 Nowa Demokratyczna Partia Kanady – 12 | 57                        |
| 35       | 11 września 1990     | Konserwatywna Partia Manitoby – 30 Nowa Demokratyczna Partia Kanady – 20 Liberalna Partia Manitoby – 7  | 57                        |
| 36       | 25 kwietnia 1995     | Konserwatywna Partia Manitoby – 31 Nowa Demokratyczna Partia Kanady – 23 Liberalna Partia Manitoby – 3  | 57                        |
| 36       | 25 kwietnia 1995     | Konserwatywna Partia Manitoby – 31 Nowa Demokratyczna Partia Kanady – 23 Liberalna Partia Manitoby – 3  | 57                        |
| 37       | 21 września 1999     | Nowa Demokratyczna Partia Kanady – 32 Konserwatywna Partia Manitoby – 23 Liberalna Partia Manitoby – 1  | 57                        |